# Simon Chinn

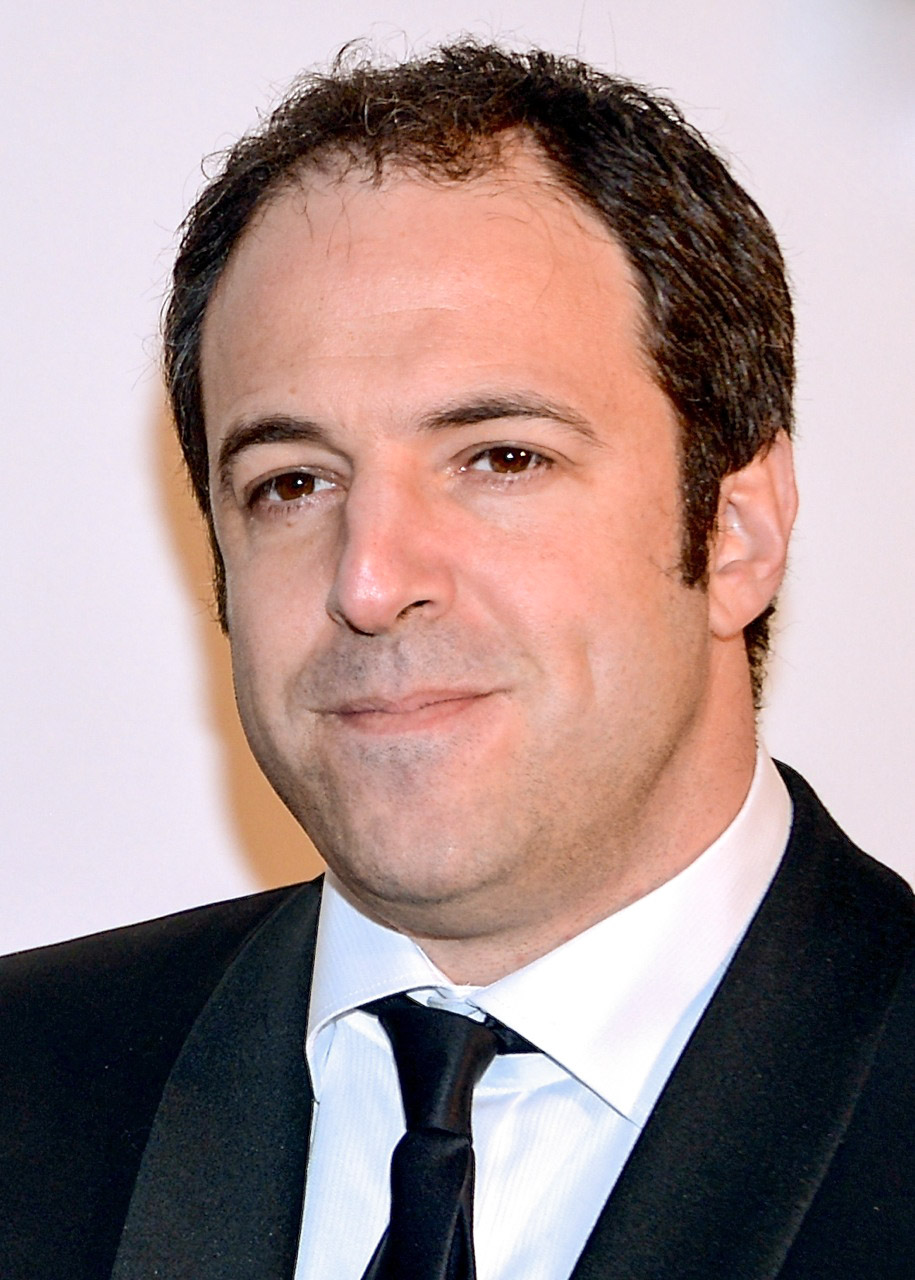
Simon Chinn på Guldbaggegalan den 21 januari 2013 på Cirkus, Stockholm.

Simon Chinn är en brittisk producent och författare. Han har bland annat vunnit Oscars för dokumentärfilmerna Man on Wire (2009) och Searching for Sugar Man (2013).  

## Filmografi
- 2008  Man on Wire (Dokumentär) (producent)
- 2011  Project Nim (Dokumentär) (producent)
- 2012  Searching for Sugar Man (Dokumentär) (producent)
- 2012  The Imposter (Dokumentär) (exekutiv producent)
- 2012  Everything or Nothing (Dokumentär) (producent)
- 2014  The Green Prince (Dokumentär) (producent)
- 2014  The Legend of Shorty (Dokumentär) (producent)
- 2014  Garnet's Gold (Dokumentär) (producent)
- 2015  Bolshoi Babylon (Dokumentär) (exekutiv producent)

## TV-produktioner
- 1997  The Feel Good Factor (Dokumentär tv-serie) ( producent)
- 1998  On Air (Dokumentär tv-serie) (exekutiv producent)
- 2000  War in Europe (Dokumentär) (assoc. producent)
- 2002  Biologisk terror - osynligt vapen (Dokumentär) (författare) (producent)
- 2002  America Beyond the Color Line med Henry Louis Gates Jr. (Dokumentär mini-Serie) (seriens producent)
- 2004  Ett avsnitt av Frontline, The Invasion of Iraq (Dokumentär tv-serie) (foto)
- 2005  The Government Inspector (co-producent)
- 2007  To Be First (producent)

## Några priser och utmärkelser
- 2009 British Academy Film Awards (Man on Wire)
- 2009 Oscar (Man on Wire)
- 2013 Oscar (Searching for Sugar Man)